# Peigan del Nord
I Pikuni Settentrionali, chiamati nel Canada Peigan o Aapátohsipikáni sono una delle Prime nazioni, parte della Confederazione Niitsítapi.  Conosciuti come Piikáni, Pekuni o Aapátohsipikáni (Piikáni/Peigan del Nord), sono molto simili agli altri membri della Confederazione Nitsitapi; Aamsskáápipikani (i Piedi Neri del Montana o Piikáni/Peigan del sud), Káínaa o "Sangue" e i Siksiká o "Mocassini Neri".
Al tempo in cui fu firmato, al guado di Blackfoot Crossing sul Bow River, il trattato N. 7 (1877) il territorio Niitsítapi aveva il proprio centro nelle Cypress Hills (sul versante settentrionale del confine tra U.S.A. e Canada) e gli Aapátohsipikáni erano stanziati presso il fiume Oldman, ad ovest di Lethbridge, Alberta, Canada, ad ovest delle tribù Kainah e a sud delle tribù Siksika. L'attuale riserva (che include il centro abitato di Brocket) è posta presso Pincher Creek.